# Повиле
Повиле (хрв. Povile) је насељено место у саставу града Нови Винодолски, Приморско-горанска жупанија, Хрватска.

## Историја
До територијалне реорганизације у Хрватској биле су у саставу старе општине Цриквеница.

## Становништво
У попису становништва из 2011. године, Повиле су имале 231 становника.
| Број становника према пописима | Број становника према пописима | Број становника према пописима | Број становника према пописима | Број становника према пописима | Број становника према пописима | Број становника према пописима | Број становника према пописима | Број становника према пописима | Број становника према пописима | Број становника према пописима | Број становника према пописима | Број становника према пописима | Број становника према пописима | Број становника према пописима | Број становника према пописима |
| ------------------------------ | ------------------------------ | ------------------------------ | ------------------------------ | ------------------------------ | ------------------------------ | ------------------------------ | ------------------------------ | ------------------------------ | ------------------------------ | ------------------------------ | ------------------------------ | ------------------------------ | ------------------------------ | ------------------------------ | ------------------------------ |
| 1857                           | 1869                           | 1880                           | 1890                           | 1900                           | 1910                           | 1921                           | 1931                           | 1948                           | 1953                           | 1961                           | 1971                           | 1981                           | 1991                           | 2001                           | 2011                           |
| 243                            | 482                            | 213                            | 194                            | 232                            | 223                            | 212                            | 180                            | 142                            | 140                            | 137                            | 156                            | 166                            | 199                            | 211                            | 231                            |

### Попис1991.
У попису становништва из 1991. године, Повиле су имале 199 становника, следећег националног састава:
| Попис 1991.‍  | Попис 1991.‍  | Попис 1991.‍ | Попис 1991.‍ | Попис 1991.‍ |
| ------------ | ------------ | ----------- | ----------- | ----------- |
|              |              |             |             |             |
| Хрвати       | Хрвати       |             | 182         | 91,45%      |
| Муслимани    | Муслимани    |             | 4           | 2,01%       |
| Срби         | Срби         |             | 3           | 1,50%       |
| Словенци     | Словенци     |             | 2           | 1,00%       |
| Аустријанци  | Аустријанци  |             | 1           | 0,50%       |
| Чеси         | Чеси         |             | 1           | 0,50%       |
| Италијани    | Италијани    |             | 1           | 0,50%       |
| Југословени  | Југословени  |             | 1           | 0,50%       |
| Мађари       | Мађари       |             | 1           | 0,50%       |
| неопредељени | неопредељени |             | 2           | 1,00%       |
| непознато    | непознато    |             | 1           | 0,50%       |
| укупно: 199  |              |             |             |             |

## Галерија
- улица
- пејзаж
- споменик учесницима НОБ-а
- релејни стуб

## Књижевност
- Савезни завод за статистику и евиденцију Савезне Републике Југославије и СФРЈ, попис становништва 1948, 1953, 1961, 1971, 1981. и 1991. године.
- Књига: "Narodnosni i vjerski sastav stanovništva Hrvatske, 1880-1991: po naseljima, autor: Jakov Gelo, izdavač: Državni zavod za statistiku Republike Hrvatske, 1998.,  953-6667-07-X,  978-953-6667-07-9;